# جورج د. روبنسون
جورج د. روبنسون (بالإنجليزية: George D. Robinson)‏ هو محامي وسياسي أمريكي، ولد في 20 يناير 1834 في ليكسينغتون في الولايات المتحدة، وتوفي في 22 فبراير 1896 في شيكوبي في الولايات المتحدة. حزبياً، نشط في الحزب الجمهوري. وقد انتخب حاكم ماساتشوستس ‏ (3 يناير 1884 – 6 يناير 1887) وانتخب عضو مجلس نواب ماساتشوستس وانتخب عضو مجلس النواب الأمريكي.